# Karolina Styczyńska
Karolina Styczyńska (ur. 17 czerwca 1991 w Warszawie) – polska zawodniczka w shōgi (szachy japońskie). W grudniu 2014 roku przyznano jej amatorski 3 kyū, a od 1 kwietnia 2017 roku profesjonalny 1 kyū.
Jest autorką artykułów na stronie popularyzującej shogi – www.shogi.pl. Przetłumaczyła instrukcję uproszczonej wersji shogi dla dzieci – dōbutsu shōgi na język polski.

## Kariera sportowa
O shogi dowiedziała się z internetu, gdzie zdobywała stopniowo doświadczenie i umiejętności. Na scenie turniejowej zadebiutowała w 2009 roku, wygrywając III Internetowe Mistrzostwa Polski. W tym samym roku rozpoczęła grę w oficjalnych, amatorskich turniejach, uzyskując stopień 4 kyu. W 2012 roku, podczas I Otwartych Mistrzostw Polski, uzyskała tytuł mistrza Polski w shogi.
W 2009 roku nawiązała kontakt z profesjonalną zawodniczką shogi, Madoką Kitao, co zaowocowało uczestnictwem w turnieju dla kobiet Joryū Ōzasen (Women's Oza Tournament; Ricoh Cup Female Throne Battle). W pierwszej rundzie zmierzyła się z profesjonalną zawodniczką Sachiko Takamurą. Partia zakończyła się niespodziewanym zwycięstwem debiutantki. Był to pierwszy przypadek w historii, gdy gracz spoza Japonii w oficjalnym pojedynku pokonał profesjonalnego, japońskiego gracza.
W październiku 2015 roku otrzymała stopień tymczasowy, profesjonalny 3 kyu, stając się pierwszym graczem spoza Japonii, który go uzyskał. Warunkiem jego utrzymania przez gracza było osiągnięcie do 2017 roku 2 kyu.
30 marca 2016 została ambasadorem miasta Kōfu.
W lutym 2017 roku otrzymała stopień stały, profesjonalny 2 kyu (jako pierwsza zawodniczka, która nie jest Japonką). Stało się tak dzięki pokonaniu w 44. turnieju kobiecym „Meijin” Minami Sadamasu.
W kwietniu 2017 roku, w wyniku posiadania zadowalającego bilansu gier, otrzymała 1 kyu.
14 czerwca 2018 roku udostępniony został film anime pt. „Susume Karolina” (jap. すすめ、カコリーナ (Susume, Karoriina)), opowiadający historię Karoliny Styczyńskiej.

## Wybrane wyróżnienia
- Mistrzyni Polski w Internetowych Mistrzostwach Polski w latach 2009-2011[4]
- Mistrzyni Polski 2012 (Warszawa)[6]
- Mistrz Europy i Otwartych Mistrzostw Świata w 2014 (Budapeszt)[14]
- 3. miejsce w Otwartych Mistrzostwach Europy w Blitzu w 2010 (Dobroczyn)[14]